# Paul Chan

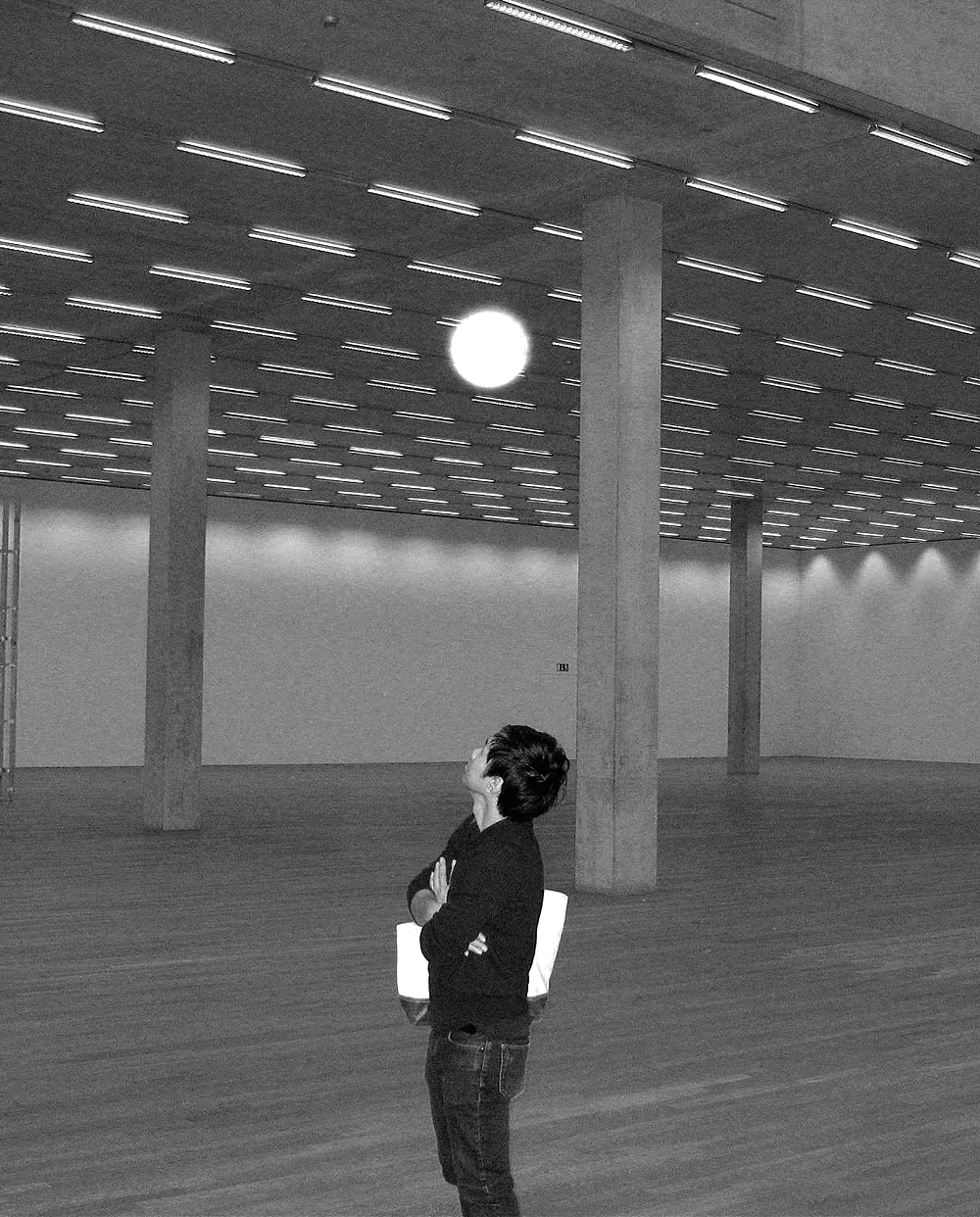
Paul Chan (2013)

Paul Chan (* 12. April 1973 in Hongkong) ist ein chinesisch-US-amerikanischer Maler, Video- und Installationskünstler.

## Leben und Werk
Paul Chan wuchs in Omaha, Nebraska auf. Er studierte bis 1996 an der School of the Art Institute of Chicago. 2002 legte er den Master am Bard College ab. Er ist ein politischer Aktivist und Künstler. Paul Chan gründete 2010 den Buchverlag Badlands Unlimited, der Druckerzeugnisse und E-books herausbringt.
2003 wurde Chan bekannt mit dem Film Happiness (Finally) After 35,000 Years of Civilization (after Henry Darger and Charles Fourier). 2007 leitete er in einem vom Hurrikan Katrina schwer beschädigten Stadtteil von New Orleans das Theaterprojekt Waiting for Godot in New Orleans. Das Video Sade for Sade’s sake (2009) wurde 2009 auf der Biennale di Venezia ausgestellt. Die Arbeit Volumes (2012) besteht aus 1005 bemalten Bucheinbänden. Teile davon wurden 2012 auf der dOCUMENTA (13) in Kassel und 2014 im Schaulager Basel gezeigt.
Paul Chan erhielt 2014 den Hugo Boss Prize. Darauf folgte 2015 die Ausstellung Nonprojections for New Lovers im Solomon R. Guggenheim Museum. 2022 erhielt Chan eine MacArthur Fellowship.